# Oxira postpallida
Oxira postpallida är en fjärilsart som beskrevs av Louis Beethoven Prout 1928. Oxira postpallida ingår i släktet Oxira och familjen nattflyn. Inga underarter finns listade i Catalogue of Life.